# Manataria hercyna
Manataria hercyna är en fjärilsart som beskrevs av Jacob Hübner 1816. Manataria hercyna ingår i släktet Manataria och familjen praktfjärilar. Inga underarter finns listade i Catalogue of Life.